# Artur Kiekebusch
Friedrich Carl Artur Kiekebusch, anfänglich auch unter Artur Brenken geführt (* 20. September 1885 in Berlin; † 25. Oktober 1951 ebenda), war ein deutscher Schauspieler bei Bühne und Film sowie ein Regisseur, Aufnahmeleiter und Produktionsleiter beim Film.

## Leben und Wirken
Kiekebusch war Sohn des Eisenbahnschaffners Ferdinand Kiekebusch und seiner Frau Louise, geb. Topp. Über seine künstlerische Ausbildung ist derzeit nichts bekannt. In jungen Jahren zunächst als Artur Brenken unterwegs, begann er seine Karriere in den letzten Jahren vor dem Ersten Weltkrieg als Theaterschauspieler; so ist er beispielsweise in der Spielzeit vom September 1912 bis Juni 1913 als Mitglied des Jean-Gilbert-Tournee-Ensembles nachzuweisen. Gleich nach dem Krieg wechselte er zum Film und führte 1919/20 bei einigen minder wichtigen Produktionen winziger Filmfirmen Regie, ohne dort größere Spuren zu hinterlassen. Im Anschluss daran musste sich Kiekebusch 1921 mit einigen Regieassistenzen unter Harry Piel begnügen und wechselte schließlich zum deutlich weniger verantwortungsbelasteten Beruf eines Aufnahmeleiters.
In diesem Bereich war Artur Kiekebusch fast drei Jahrzehnte lang überwiegend tätig und beteiligte sich an zum Teil berühmten bzw. kassenträchtigen Stumm- und Tonfilmen wie Paul Lenis Das Wachsfigurenkabinett (1923), Paul Czinners Der Geiger von Florenz (1926) und Fräulein Else (1929), dem ersten UFA-Tonfilm Melodie des Herzens (1929), Wilhelm Thieles Komödienklassiker Die Drei von der Tankstelle (1930), Leni Riefenstahls propagandistischen Parteitagsfilm Triumph des Willens und dem Olympia-Film-Zweiteiler (1936), Curt Goetzens Napoleon ist an allem schuld und Hans Deppes gewaltigem bundesdeutschen Kassenhit Schwarzwaldmädel (1950), Kiekebuschs einzigem Nachkriegsfilm. Hin und wieder überließ man ihm auch eine Produktionsleitung, wie etwa bei fünf Heinz-Rühmann-Filmen der Jahre 1939/40. Er starb 1951 im Evangelischen Krankenhaus Hubertus in Berlin-Schlachtensee.

## Filmografie (ohne Aufnahmeleitungen und Regieassistenzen)
- 1918/19:  Fantasie des Aristide Caré (3 Teile, Regie)
- 1919: Der Klabautermann (Regie)
- 1919: Augen – Im Banne der Hypnose (Regie)
- 1920: Die Frau im Delphin oder 30 Tage auf dem Meeresgrund (Regie)
- 1934: Der rote Reiter (Produktionsleitung)
- 1939: Der Florentiner Hut (Produktionsleitung)
- 1939: Paradies der Junggesellen (Produktionsleitung)
- 1939: Hurra! Ich bin Papa! (Produktionsleitung)
- 1939: Lauter Liebe (Produktionsleitung)
- 1940: Kleider machen Leute (Produktionsleitung)
- 1942: Die Erbin vom Rosenhof (Produktionsleitung)
- 1945: Rätsel der Nacht (Produktionsleitung)